# Monument la mormântul comun al ostașilor căzuți în 1944 (Vadul lui Vodă)
Monumentul la mormântul comun al ostașilor căzuți în 1944 este un monument amplasat în Vadul lui Vodă, municipiul Chișinău, Republica Moldova. Este un monument istoric de importanță națională inclus în Registrul monumentelor Republicii Moldova ocrotite de stat cu nr. 403 (municipiul Chișinău).